# III. obvod (Budapešť)
III. obvod leží v severní části Budapešti a skládá se z částí Óbuda a Békásmegyer.

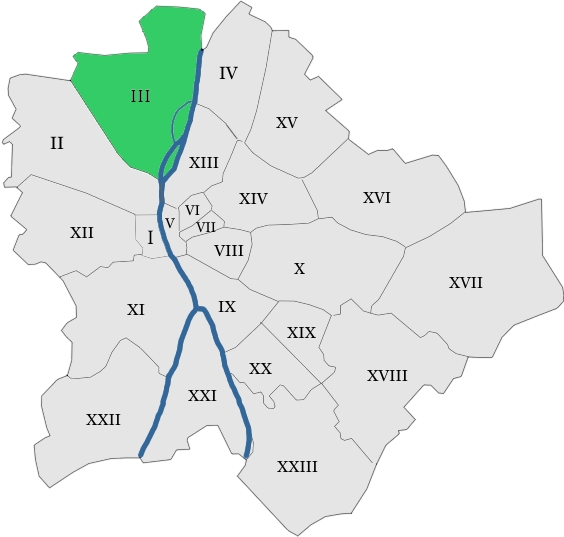
Poloha III. obvodu

## Poloha
III. obvod leží na severu Budapešti a rozkládá se po pravém břehu Dunaje.

## Historie
Římané zde založili důležité město Aquincium, které se stalo svobodným královským městem až do založení Budapešti. Během socialismu zde byly hromadně zakládány 10 patrové budovy.

## Pozoruhodnosti
- Kostel sv. Petra a Pavla (Óbuda)

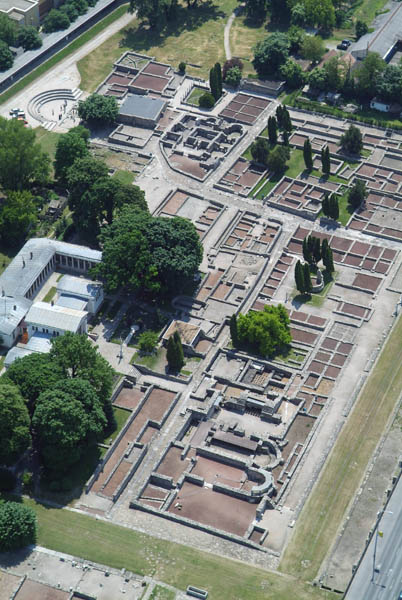
Pozůstatky římského Aquincia

- Kostel Srdce Ježíšova (Csillaghegy)
- Kostel sv. Josefa (Békásmegyer)
- Kostel Dobrého pastýře (Óbuda)
- Kostel Nejsvětější Trojice (Óbuda)
- Zámek Schmidt (Budapešť)
- Zámek Zichy
- Kalvinistický kostel (Óbuda)
- Luteránský kostel (Óbuda)
- Synagoga (Óbuda)